# 特爾蘇丹
特爾蘇丹（阿拉伯语：‎，羅馬化：Tel al-Sultan），是位於加沙地帶的8個巴勒斯坦難民營中的一個，座落於拉法省，毗鄰拉法市及拉法難民營的北方。該營地主要成立目的是接收從加拿大營返回的難民。
聯合國近東巴勒斯坦難民救濟和工程處對拉法難民營和特爾蘇丹營地並無明確區分。根據巴勒斯坦中央統計局2006年的中期估計，特爾蘇丹營地的居民人數約為24418人。
2024年5月26日，特爾蘇丹營地遭受以色列的空襲，導致至少50人喪生，死者多為婦孺。